# Ecolabel del turismo
Per ecolabel del turismo si intende un'etichetta ecologica o un marchio ecologico (inglese ecolabel), ovvero un sistema volontario specifico per il settore turistico che garantisce che i servizi offerti limitino il proprio impatto ambientale, sociale ed economico in un'ottica di sostenibilità.

## Origine degli ecolabel per il turismo
Dalla fine degli anni novanta sono in atto in Europa sistemi di etichettatura ecologica per le strutture turistiche che hanno l'obiettivo di incentivare la presenza sul mercato di servizi ecologicamente sostenibili, sia per quel che concerne i servizi ricettivi che quelli correlati all'offerta turistica, quali le attrazioni, i siti storici, archeologici e monumentali, i parchi a tema, le spiagge e i porti turistici, souvenir, etc.
Questi sistemi di etichettatura ecologica, chiamati solitamente ecolabel, sono istituiti da apposite organizzazioni (pubbliche o private, istituzionali o indipendenti), che stabiliscono i requisiti standard che devono essere rispettati per ogni categoria di prodotto o servizio.
La verifica di compatibilità sul prodotto avviene mediante controlli predisposti a cura delle organizzazioni e/o istituzioni promotrici del marchio ecologico. Tale verifica differenzia le ecolabel da altri marchi apposti ai singoli prodotti in base ad autocertificazione. Secondo le normative internazionali, la visita sul posto, effettuata ad intervalli regolari ma variabili in Europa (1-4 anni) a seconda delle convenzioni adottate, è obbligatoria per controllare l'adempimento degli impegni assunti dall'impresa che ha richiesto l'attribuzione dell'etichetta ecologica.
I marchi ecologici, pertanto, sono uno strumento volontario per promuovere la qualità dei prodotti o dei servizi. Gli standard da rispettare sono definiti in modo tale da consentire la concessione del marchio solo alle strutture che hanno un impatto ambientale ridotto. Dal punto di vista imprenditoriale l'adozione di standard ambientali verificati è un elemento competitivo, sia dal punto di vista economico che qualitativo.
Il 14 aprile 2003 la Commissione europea ha esteso l'applicabilità dell'ecolabel, il marchio comunitario di qualità ecologica, ai servizi di ricettività turistica, con la Decisione 2003/287/CE.

## Strutture turistiche con ecolabel in Europa e in Italia
In questa ottica, dalla seconda metà degli anni '90 diverse importanti iniziative in Italia e in Europa hanno esteso questo processo di miglioramento della qualità ambientale ad un'ampia gamma di strutture ricettive (alberghi, campeggi, agriturismi, ostelli per la gioventù, villaggi, appartamenti vacanze, B&B) di zone costiere, aree interne, città d'arte, parchi naturali e altre strutture turistiche che adottano misure per ridurre l'impatto delle proprie attività sull'ambiente e per promuovere il territorio circostante. Un apposito studio dell'Organizzazione mondiale del turismo (2002) ne testimonia la presenza e la distribuzione territoriale.

Al momento, nell'ambito dell'Unione Europea queste ecolabel contano oltre 3.000 imprese aderenti (in Gran Bretagna, Francia, Spagna, Germania, Austria, Svizzera, Lussemburgo, Belgio, Paesi Bassi, Danimarca, Lettonia, Svezia, Estonia, Lituania, Finlandia, Irlanda).
In Italia le aziende aderenti a questo tipo di iniziativa sono circa 400, suddivise fra il Fiore Europeo, l'ecolabel promossa dell'Unione Europea, che a fine 2007 contava circa 160 imprese in tutt'Europa e 70 in Italia. L'Italia è il Paese dell'Unione Europea in cui, è stato assegnato il maggior numero di ecolabel turistici.
L'ecolabel promossa da Legambiente Turismo con oltre 300 strutture al 2007. Un terzo delle imprese aderenti a Legambiente Turismo si trova in Emilia-Romagna, dove l'iniziativa è nata nel 1997, estendendosi poi a quasi tutte le regioni. Esistono anche altre iniziative a diffusione più ristretta promosse da enti pubblici e privati.
L'obiettivo di tutte queste iniziative, come sottolineato anche dal recente Forum Europeo del Turismo, svolto in Portogallo il 25 e 26 ottobre 2007, è prezioso per alleggerire e/o contenere il carico sul territorio riducendo l'impatto ambientale del turismo, favorendo vacanze più consapevoli e ricche di qualità e comfort e coinvolgendo gli operatori locali e i turisti in una scelta duratura e consapevole.